# 複周波数電気車
複周波数電気車（ふくしゅうはすうでんきしゃ、ドイツ語：Zweifrequenztriebfahrzeu、英語：dual frequency motor vehicle）とは、鉄道車両のうち、周波数の異なる2種類の交流電源を、いずれか選択して電気の供給を受けることが可能な電気車（電気機関車、電車など）のことである。

## 実例

### 日本
- 東日本旅客鉄道（JR東日本） - 50、60Hz
  - 新幹線E2系電車（0番台のみ）
  - 新幹線E4系電車（P81・P82編成のみ[2]）
  - 新幹線E7系電車
  - 新幹線E926形電車（East-i）
- 西日本旅客鉄道（JR西日本） - 50、60Hz
  - 新幹線W7系電車
- 日本国有鉄道（国鉄） - 50、60Hz
  - 新幹線925形電気軌道総合試験車
  - 新幹線951形電車[3]
  - 新幹線961形電車
  - 新幹線200系電車F80編成（JR東日本に承継後に改造）
  - 国鉄715系1000番台（583系からの改造）
  - 国鉄717系0番台、100番台及び900番台（0番台及び100番台のそれぞれ一部はJR東日本に承継後、900番台はJR九州に承継後に457系列から改造）

なお、日本国内で異周波数の電化区間が連続しているのは北陸新幹線のみである。在来線用の複周波数電気車は、3電源（直流/50Hz/60Hz）対応の交直流電車からの改造、または機器流用で製作され、かつ電源切り替え機能を交流側に固定したものであり、複数周波数区間の直通運転のために投入されたものではない。

### オーストリア
16.7Hz(15kV)電化を採用しているオーストリア連邦鉄道が、周辺諸国への乗り入れ用を中心に多数導入している。
以下に示す乗り入れ先鉄道事業者は、いずれも50Hz(25kV)電化を採用している。
- オーストリア連邦鉄道1050型電気機関車（ドイツ語版） - 試験車。西ドイツ国鉄ヘレンタール線 (シュヴァルツヴァルト)（ドイツ語版）（当時50Hz(20kV)で電化されており、フライブルク・イム・ブライスガウで16+2⁄3Hz(15kV)電化のラインタール線（ドイツ語版）に接続していた）などで試用された。
- オーストリア連邦鉄道1063型電気機関車（ドイツ語版）001号機から037号機まで - 入換機関車
- オーストリア連邦鉄道1146型電気機関車（ハンガリー語版）（オーストリア連邦鉄道1046型電気機関車（ドイツ語版）から複周波数化改造）- チェコスロバキア国鉄乗り入れ用
- オーストリア連邦鉄道1014型電気機関車（ドイツ語版）及び1114型電気機関車 - チェコ国鉄及びハンガリー国鉄乗り入れ用
- オーストリア連邦鉄道1116型電気機関車（ハンガリー語版）（シーメンス製ユーロスプリンターES64U2として各国でも導入） - ハンガリー国鉄、ルーマニア鉄道及びブルガリア国鉄乗り入れ用。一部はハンガリーとを結ぶラーバー鉄道に貸し出し。
- オーストリア連邦鉄道4124形電車（ボンバルディア・トランスポーテーション製タレント (鉄道車両)の一形式） - ラーバー鉄道乗り入れ用

### チェコ
50Hz(25kV)電化を採用しているチェコ鉄道が、16.7Hz(15kV)電化を採用しているオーストリア連邦鉄道への乗り入れ用に導入している。
- チェコ鉄道340型電気機関車（チェコ語版）

### ハンガリー
50Hz(25kV)電化を採用しているハンガリー国鉄及びラーバー鉄道が、16.7Hz(15kV)電化を採用しているオーストリア連邦鉄道への乗り入れ用に導入している。
- ハンガリー国鉄・ラーバー鉄道1047型電気機関車（ハンガリー語版）（シーメンス製ユーロスプリンターES64U2）
- ハンガリー国鉄5342形電車（タレント (鉄道車両)の一形式）

### 西ドイツ
16+2⁄3Hz(15kV)電化を採用した西ドイツ国鉄が、50Hz(25kV)電化を採用するフランス国鉄及びルクセンブルク国鉄への乗り入れ用に導入していた。
- 西ドイツ国鉄E320型電気機関車（ドイツ語版）（1968年に182型に改番。下記ドイツ鉄道182型電気機関車とは別）
- 西ドイツ国鉄E344型電気機関車（ドイツ語版）（1968年に183型に改番）
- 西ドイツ国鉄E310型電気機関車（ドイツ語版）（1968年に181型に改番）

### ドイツ
西ドイツ国鉄を継承したドイツ鉄道は、21世紀に入ってから車両メーカーによる機関車の共通仕様化にあわせ、複周波数電気車を導入している。
- ドイツ鉄道182型電気機関車（シーメンス製ユーロスプリンターES64U2）
- ドイツ鉄道185型電気機関車（ボンバルディア・トランスポーテーション製TRAXXの一形式）

### ルクセンブルク
50Hz(25kV)電化を採用しているルクセンブルク国鉄が、16.7Hz(15kV)電化を採用しているドイツ鉄道への乗り入れ用に導入している。
- ルクセンブルク国鉄4000型電気機関車（ルクセンブルク語版）（ボンバルディア・トランスポーテーション製TRAXXの一形式）
- ルクセンブルク国鉄2300形電車（ルクセンブルク語版）（シュタッドラー・レール製KISS (鉄道車両)の一形式）

### フランス
50Hz(25kV)電化を採用したフランス国鉄が、16+2⁄3Hz(15kV)電化を採用した西ドイツ国鉄への乗り入れ用に導入していた。
- フランス国鉄BB20100型電気機関車（フランス語版）

### スイス
16.7Hz(15kV)電化を採用しているスイス連邦鉄道が、50Hz(25kV)電化を採用するフランス国鉄への乗り入れ用に導入している。
- スイス国鉄RBDe562形電車
- スイス国鉄RABe522形電車（シュタッドラー・レール製FLIRT (鉄道車両)の一形式）

### スウェーデン
16+2⁄3Hz(15kV)電化を採用しているスウェーデン国鉄（2001年に株式会社化してSJ ABとなる）が、50Hz(25kV)電化を採用するデンマーク国鉄への乗り入れ用に導入している。
- X2 (鉄道車両)
- スウェーデン国鉄X31形電車（ドイツ語版）
- SJ X32形電車（ドイツ語版）

### デンマーク
50Hz(25kV)電化を採用しているデンマーク国鉄が、16+2⁄3Hz(15kV)電化を採用するSJ ABへの乗り入れ用に導入している。
- デンマーク国鉄EG型電気機関車（デンマーク語版）（シーメンス製ユーロスプリンターES64U2）